# Krifo scholio

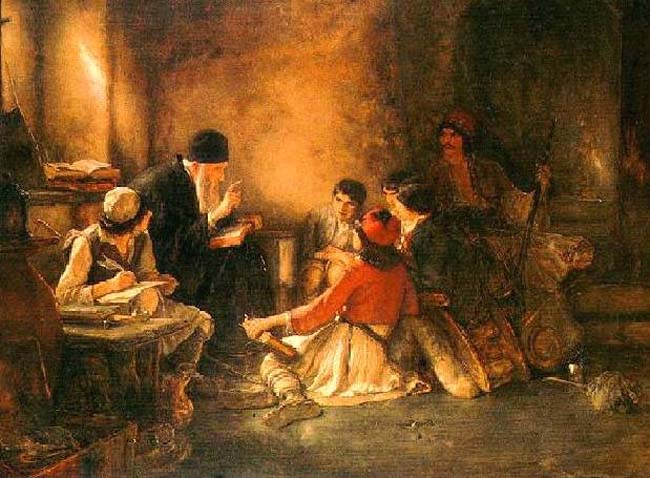
Nikolaos Gyzis, «To krifó scholió», pintura al óleo, 1885-86.

Una creencia popular en la Grecia actual es que durante la ocupación otomana de Grecia (1453-1821), la Iglesia ortodoxa, una institución con una importante conciencia nacional, creó escuelas secretas o krifó scholió (en Idioma griego κρυφό σχολειό) para escolarizar a los niños griegos, puesto que las autoridades otomanas lo habían prohibido, cosa más allá de la realidad. La existencia de tales escuelas es considerada por historiadores e investigadores actuales como un mito.
Las krifó scholió o escuelas secretas de Grecia se supone que eran refugios escondidos en las montañas, en lugares boscosos o de difícil acceso, donde los niños griegos aprendían a leer y a escribir, y conocían la historia de Grecia. Habitualmente estaban cerca de monasterios, cuyos monjes eran los responsables de cuidar las escuelas, a la vez que de proteger a los niños que a ellas acudían. Los monjes debían asegurarse también de que los soldados turcos no conocieran su existencia.
El sistema de millet o naciones dentro del Imperio otomano hacía imposible este tipo de actuación y según historiadores griegos y extranjeros, como Dimitrios Kambouroglou, Manuel Gedeon, Yannis Vlachoyannis o Alkis Angelou, el mito de las escuelas secretas surgió durante la Guerra de Independencia de Grecia (1821-1831) como propaganda.